# Норт Кросент (Арканзас)
Норт Кросент (енгл. North Crossett) насељено је место без административног статуса у америчкој савезној држави Арканзас.

## Демографија
По попису из 2010. године број становника је 3.119, што је 462 (-12,9%) становника мање него 2000. године.
| Група             | 2000.         | 2010.         |
| Белци             | 3.103 (86,7%) | 2.602 (83,4%) |
| Афроамериканци    | 373 (10,4%)   | 405 (13,0%)   |
| Азијати           | 7 (0,2%)      | 8 (0,3%)      |
| Хиспаноамериканци | 73 (2,0%)     | 65 (2,1%)     |
| Укупно            | 3.581         | 3.119         |